# 滿倉兒案
滿倉兒案，為明朝弘治九年（1496年）的一起民事糾紛案件，起初案件是由於滿倉兒被販為歌妓而引起的一系列民事糾紛，但後來由東廠的參與和後來六部官員的反對，而成為一個政治打壓事件。此案亦是明朝中期宦官干政的一個表現。

## 过程

### 案件審查
弘治年間，千户吴能将其女儿满倉兒交給媒人。媒人賣給樂婦張氏，并欺騙她稱：“此女是周姓皇親家的孩子。”此後满倉兒又被轉賣給樂工袁璘。吳能死後，其妻子聶氏各地察訪并找尋到女兒滿倉兒。而滿倉兒怨恨母親賣掉自己，假稱其不是生母。而聶氏只好與兒子將女兒滿倉兒劫持回家。袁璘於是向刑部提出訴訟，而刑部郎中丁哲、員外郎王爵審訊并得知詳情。但因為袁璘話語粗魯，丁哲命人施加鞭刑，袁璘過幾天后去世。御史陳玉、刑部主事孔琦檢驗屍體后，便埋葬。满倉兒歸其母。

### 東廠介入
東廠宦官楊鵬的侄子曾經與滿倉兒通姦，於是他指使袁璘的妻子向楊鵬申訴冤案，且命令樂婦張氏認滿倉兒為其妹，并又命令賈校尉囑咐滿倉兒串供。媒人便稱聶氏之女先前曾經賣給周姓皇親家。於是奏章下發鎮撫司，判定丁哲、王爵等人有罪。又下交司法官、錦衣衛審判此案，并到皇親周彧家調查滿倉兒事，沒有找到。隨後命府部大臣與給事中、御史當庭審訊，樂婦張氏與滿倉兒遂透露真情。都察院遂上奏，丁哲因為公務行刑致人死亡，應判處徒刑。王爵、陳玉、孔琦以及聶氏母女應判處杖刑。

### 刑部阻擋
刑部典吏徐珪對此判決草擬感到憤憤不平，於是直接上疏稱：
|  | 聶氏之女一案，丁哲已經審訊清楚。東廠楊鵬拷打聶氏，使其屈從誣陷，此致使鎮撫司也一同被蒙蔽。陛下命令司法官與錦衣衛會審，但官員又因畏懼東廠，不敢公開審問，以致朝廷審訊時才不能隱藏。滿倉兒誣告其母，卻只擬定為杖刑，而丁哲等人無罪卻反被處以徒刑，輕重顛倒到這一地步，這都是東廠威逼劫持所致。臣在刑部任職三年，看到審訊盜賊，多是東廠官員擒獲，有聲稱校尉誣陷的，有聲稱校尉替人報仇，有聲稱校尉接受首犯贓物而被迫順從或令旁人抵罪的。刑部官員明知內情，卻不敢擅自更改一字，這是所以天災怪異事情頻繁出現。臣請求陛下撤銷東廠，并在菜市口殺掉楊鵬叔侄、賈校尉以及滿倉兒。并貶鎮撫死官員到邊緣地區戍邊，晋升丁哲、王爵、孔琦、陳玉等人各一級，以洗清他們的冤情。那麼天意可以挽回，太平盛世也可到來。如果不取消東廠，也應舉薦謹慎敦厚的宦官，如陳寬、韋泰等人執掌，仍選拔一位大臣參與共同理事。鎮撫司審理刑事，也不應當由錦衣衛官員專任，并請求選拔在京各衛的幾人和刑部主事一名，共同處理。或者三年，或者六年更換一次，那麼巡捕官校，都不會再有作奸擅刑、誣陷無辜的人了。臣區區微身，左右前後都是東廠的人，禍定然不可避免。但是與其死在此輩小人之手，還不如死於朝廷。願殺掉臣的頭，實行臣的建議，并將臣的骸骨交給妻子兒女歸葬，那麼臣即使死去也沒有什麽怨恨了。 |

### 最終結案
明孝宗看過奏疏后，勃然大怒，命令下都察院拷問。都御史閔珪等人以所奏之事與事實不符而向孝宗請求治徐珪之罪。孝宗繼續責求詳情，眾臣紛紛上疏稱罪，遂被奪去俸祿各自不等。徐珪贖回徒刑后，貶為平民。隨後給事中龐泮稱丁哲等人的決議審查已經三個多月，牽連入獄的人也多達三十八人，請求儘早審查釋放。於是最終判決杖責滿倉兒，送入浣衣局执役；丁哲供給袁璘的喪葬費，貶為平民。王爵和孔琦、陳玉都贖罪杖刑后恢復原職。